# 永嘉路571号住宅
永嘉路571号住宅是上海市徐汇区的一幢三层独立式花园住宅，处于永嘉路南侧，永嘉路、乌鲁木齐南路路口东侧，南临花园式里弄住宅懿园，与公寓式里弄住宅永嘉新村隔路相望。

## 历史
永嘉路571号住宅建于1931年，由法商赉安洋行设计，中法营造厂承建。目前为普通民居，1999年被列入第三批上海市优秀历史建筑，2003年又入选徐汇区登记不可移动文物。
经历了数十年的使用，该建筑外立面与内部装饰均有损毁。2006年，徐房集团对这幢建筑进行修缮，恢复了建筑的历史风貌。

## 建筑
住宅占地面积700平方米，主楼是一幢三层砖混结构的建筑。其建筑样式为法国式，立面材质为粉色拉毛水泥，镶嵌以清水红砖。建筑南立面中部突出开间，其檐上做出折线形屋面，檐口前倾，开设半圆形拱券窗；二层的阳台设有塔斯干式柱作为装饰。建筑采用红瓦四坡屋面，设有砖砌烟囱。主楼东北角设有辅楼并与主楼相连，花园位于两幢建筑的南侧。